# Erik Buxbaum
Erik Buxbaum (* 31. August 1943 in Heinersdorf, Landkreis Friedland) ist ein österreichischer Polizist und ehemaliger Generaldirektor für die öffentliche Sicherheit im Bundesministerium für Inneres und damit ranghöchster Beamter der österreichischen Sicherheitsverwaltung.

## Werdegang
Buxbaum studierte Rechtswissenschaften in an der Universität Wien und kam am 1. September 1968 als Konzeptsbeamter zur Bundespolizeidirektion Wien, wo er in mehreren Bezirkspolizeikommissariaten als Referent tätig war. Am 14. Februar 1972 wurde er dem Bundesministerium für Inneres zugeteilt. Ab 1984 leitete er die damalige Abteilung II/13 (Administrativpolizei) und ab 1990 die damalige Abteilung II/20 (Grundsatzabteilung der Generaldirektion). 1991 wurde er zum Stellvertreter des Generaldirektors für die öffentliche Sicherheit ernannt. Ab 20. März 1995 leitete er die damalige Gruppe II/A (Bundespolizei) im Bundesministerium für Inneres. Am 1. Jänner 2000 folgte er Michael Sika als Generaldirektor für die öffentliche Sicherheit nach. In dieser Funktion war er bis zu seiner Pensionierung im Dezember 2008 tätig, ihm folgte Herbert Anderl nach.
Buxbaum ist verheiratet und hat zwei Kinder.

## Auszeichnungen
- 1985: Goldenes Ehrenzeichen für Verdienste um die Republik Österreich[3]
- 2003: Großes Ehrenzeichen für Verdienste um die Republik Österreich[3]
- 2008: Großes Silbernes Ehrenzeichen mit dem Stern für Verdienste um die Republik Österreich[3]